# Peor es nada (programa de televisión)
Peor es nada fue un programa de televisión humorístico argentino que surgió en 1990 y permaneció en pantalla hasta 1994. El programa se destacó por lograr una hábil mezcla entre el humor ácido, la parodia y el humor negro. Era conducido por Jorge Guinzburg e interpretado principalmente por Guinzburg y Horacio Fontova, quien además compuso el tema musical del show. Tuvo una segunda versión en el año 2001. La primera etapa del programa es considerada como un clásico de la TV de los años 1990 en su país. Actualmente, las repeticiones del programa se siguen emitiendo semanalmente en el canal Volver.

## Descripción
Peor es nada era un programa donde parodiaban a diferentes programas de TV con sketches como "La bola está de fiesta" (por La Ola está de fiesta), "Los garfios mágicos" (por Las manos mágicas), "Grande y Zonzo Pá" (por Grande, pa!!!), "El Club 2 con 50" (por el Club 700), "La aventura del hambre" (por La aventura del hombre), "Las aventuras de Pijitus" (por Las aventuras de Hijitus), "Jugate Con Mingo" (por Jugate conmigo), "Nabos de la noche" (parodia de Ritmo de la noche), "Nueve Medialunas" (por Nueve lunas), "Tharad & Mongobardi" (por Hadad & Longobardi), "El Libro Chancho De Peteta" (por Petete), "Los Rascapiedra" (por Los Picapiedra), "Los Ricosons" (por Los Simpsons), "Amigos son los amiguchos" (por Amigos son los amigos), "Bulto Grande y Los Henderson" (por Harry and the Hendersons), "Detorpes en acción" (parodia de Deportes en acción), "El Gran Juego de la Horca" (por El Gran Juego de la Oca) "Yo Me Quiero Acostar...¿Y Usted?" (por Yo Me Quiero Casar...Y Usted), "Cine ACP" (por Cine ATP), "Nardo" (por Nano), "Más Allá De La General Paz" (por Más allá del horizonte), "Nazo De Riesgo" (por Zona de riesgo), "Domingos Para La Ancianidad" (por Feliz Domingo) y a personajes como Truchant (parodia de Tusam), Caxuxa (parodia de Xuxa), Roberto Garcán (parodia de Roberto Galán), Bar Casarosa (CasaBlanca), entre otros.
A lo largo de los ciclos, hubo emisiones en donde se salía del formato tradicional de los sketches para la emisión de programas especiales, los cuales contaban con muchos invitados, con figuras de otras pantallas, y muchas veces con gente de otros rubros: conductores, periodistas, políticos, músicos, cantantes y futbolistas, algunos especiales fueron: Cristoforro Culóm, Crápula, Martín Fierrazo, La que te heidi, Los Rascapiedras entre otros.
Uno de los segmentos más populares y recordados era una entrevista hecha por Guinzburg a diferentes figuras que tenía como última pregunta "¿cómo fue tu primera vez?" refiriéndose al debut sexual de los invitados. Allí, Fontova interpretaba a Sonia Braguetti, una mucama que acosaba a los invitados.
Además de Guinzburg y Fontova, al principio también formaba parte del programa el músico y escritor Leo Masliah, quien sólo permaneció un año en el ciclo. El elenco contó con Ana Acosta, Patricia Lissi, Marixa Balli, María Fernanda Callejón, Karen Reichardt, Aníbal Silveyra, Roberto Fiore, Julián Weich, Daniel Rabinovich, Claudia Fontán, Gerardo Baamonde, Paula Volpe, Alejandra Roth y Facundo Espinosa, entre otros. También participó el Doctor Tangalanga en varias emisiones de la última temporada, y Arnaldo André como artista invitado.
En el 2001 el programa tuvo una nueva versión, la cual fue transmitida por América, esta vez sin Fontova. En la misma Guinzburg seguía conduciendo y actuando, acompañado por Elizabeth Vernaci y Laura Oliva. Su secuencia más destacada de esa temporada fue "Dinastía Riojana", parodia en que se mezclaban elementos de la telenovela mexicana Morelia y la serie estadounidense Dinastía.

## Premios

### Premios Martín Fierro
| Año  | Categoría                    | Receptor/a      | Resultado |
| ---- | ---------------------------- | --------------- | --------- |
| 1990 | Mejor programa de humor      | Peor es nada    | Ganador   |
| 1990 | Mejor labor cómica masculina | Horacio Fontova | Ganador   |
| 1990 | Revelación                   | Horacio Fontova | Ganador   |
| 1991 | Mejor programa de humor      | Peor es nada    | Nominado  |
| 1991 | Revelación                   | Ana Acosta      | Ganadora  |
| 1992 | Mejor programa de humor      | Peor es nada    | Ganador   |